# René Marcic
René Louis Rudolf Marcic (kroatisch Marčić; * 13. März 1919 in Wien; † 2. Oktober 1971 in Aarsele, Belgien) war ein österreichischer Publizist und Rechtsphilosoph.

## Leben

### Ausbildung und Berufslaufbahn

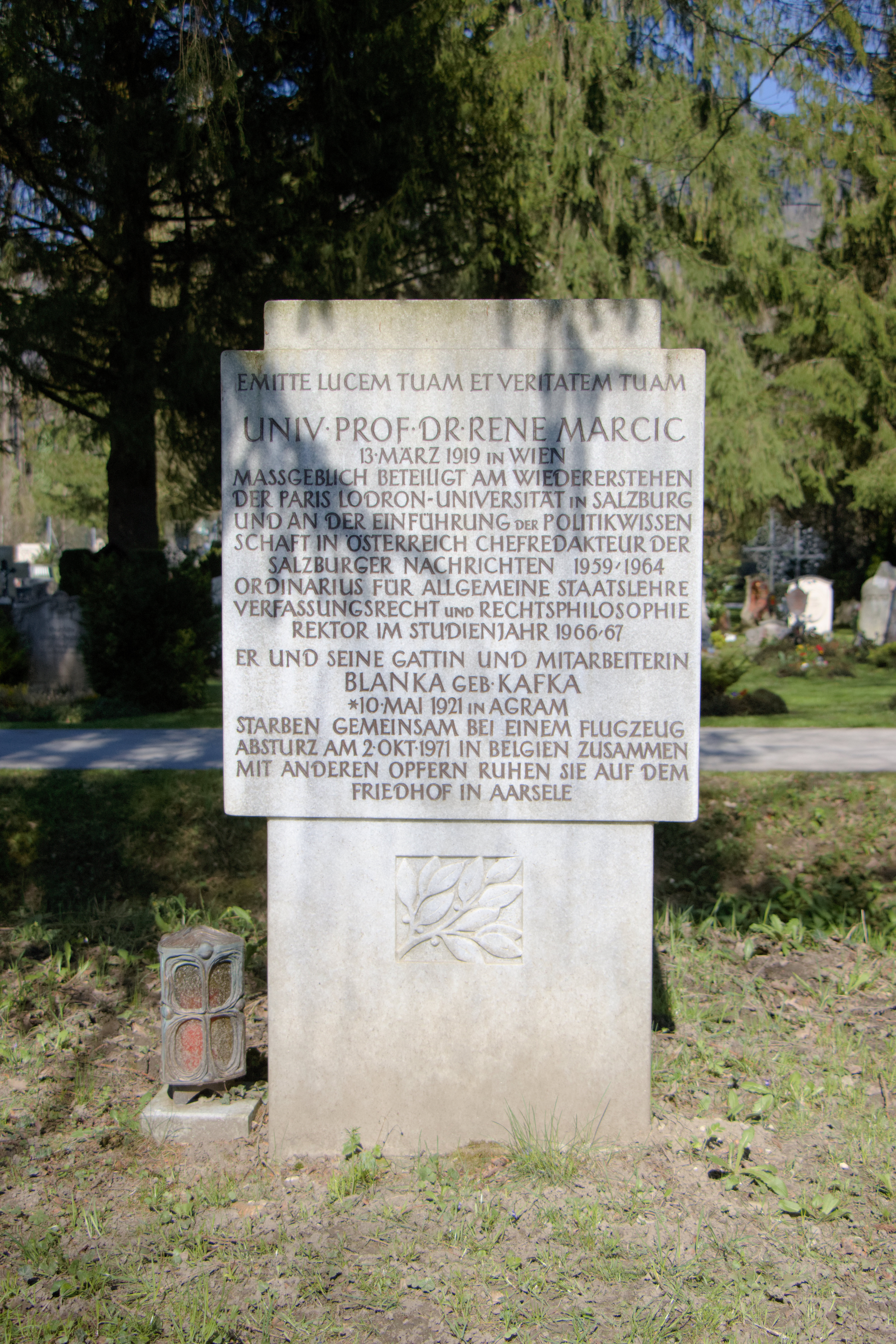
Gedenkstein für René Marcic im Aigner Friedhof in Salzburg

René Marcic war der Sohn von Rudolf Ernest Marčić, einem ehemaligen Offizier der österreichisch-ungarischen Armee, und der Elisabeth Hedwig Maria, geb. Nikolits von Königsbrück (Tochter von Generalmajor Artur Nikolits von Königsbrück). Marcic lebte ab 1920 in Slowenien und später in Kroatien, damals Teile des Königreichs Jugoslawien. Die Volksschule besuchte er auf der Insel Koločep (Dalmatien). Danach besuchte er die Franziskaner-Gymnasien auf der Insel Badija (vor Korčula) und Široki Brijeg (Herzegowina), wo er 1937 die Matura ablegte. Noch im selben Jahr begann er ein Studium an der Rechts- und Staatswissenschaftlichen Fakultät der Universität Zagreb, wo er am 14. Februar 1942 summa cum laude zum Dr. jur. promoviert wurde.
Anschließend arbeitete er als Presse- und Kulturreferent im Generalkonsulat des faschistischen „Unabhängigen Staats Kroatien“ in Wien, wurde 1946 Mitglied des Redaktionsstabs der Salzburger Nachrichten und arbeitete als Gerichtsreporter, ab 1953 als Gerichtsredakteur. Nach dem Tod von Gustav Canaval, dem Gründer jener Zeitung, war er von 1959 bis 1964 dessen Nachfolger als Chefredakteur. Parallel zu dieser Tätigkeit habilitierte sich René Marcic 1959 für Rechtsphilosophie und Allgemeine Staatslehre mit der Schrift Vom Gesetzesstaat zum Richterstaat. Sein breit angelegtes wissenschaftliches Werk umfasst 17 Monographien und über 300 Beiträge in Sammelbänden und Fachzeitschriften auf den Gebieten der Rechts- und Staatsphilosophie, des Naturrechts, der Politikwissenschaften und des Verfassungsrechts. Marcic wurde ein zentraler Protagonist der Wiedererrichtung der Universität Salzburg und betrieb den Aufbau der Rechts- und Staatswissenschaftlichen Fakultät sowie die Einrichtung des interfakultären Instituts für Politische Wissenschaften in Salzburg bzw. des Studiums der Politikwissenschaft in Österreich. Er war von 1963 bis 1971 Universitätsprofessor für Rechts- und Staatsphilosophie. Ab 1965 war er auch für Allgemeine Staatslehre und Verfassungsrecht sowie Politikwissenschaft zuständig.
Die Besonderheit des von Marcic eingerichteten interfakultären Instituts illustrierte den pluralistisch-interdisziplinären Denkansatz von René Marcic. Der Kollektivvorstand dieses Instituts setzte sich aus folgenden Professoren zusammen: René Marcic, Franz-Martin Schmölz (Gesellschaftslehre und politische Theorie an der Theologischen Fakultät) und Günter Kieslich (Publizistik- und Kommunikationstheorie an der Geisteswissenschaftlichen Fakultät); weiters erhielt auf Initiative von René Marcic Norbert Leser den ersten Lehrstuhl für Politikwissenschaft (Geisteswissenschaftliche Fakultät) in Österreich. Marcic kam gemeinsam mit seiner Frau Blanka bei einem Flugzeugabsturz in Belgien ums Leben, als er nach einem einjährigen Forschungsaufenthalt beim Rechtsphilosophen Julius Stone (1907–1985) in Sydney heimkehren wollte.

### Wirken als Rechtsphilosoph
Marcic vertrat eine kritische Naturrechtslehre, die er als ontologische Theorie eines von ihm so bezeichneten „Seinsrechts“ verstand. In Kürze lässt sich dies so beschreiben: Aus dem Sein des Menschen und seiner Lebenswelt lässt sich, so sagt er, die Menschenwürde ableiten, aus welcher sich nicht nur die Gerechtigkeit als wichtigste Grundidee des Rechts (als der Ordnung der Beziehung der Menschen zueinander) ableiten lasse, sondern auch die Menschenrechte in ihrer Ausfächerung, wobei die Menschenrechte als Grundlage der Rechtsordnung aller Staaten gelten sollten. Der zeitgenössische marxistische Philosoph Wilhelm Raimund Beyer, der Gründer und Präsident der Internationalen Hegel-Gesellschaft, bezeichnete ihn als den neben Jean-Paul Sartre einzigen Philosophen nach 1945, der (mit seinem ontologischen Entwurf der Rechtstheorie) überhaupt einen umfassenden Versuch einer neuen Ontologie unternahm. René Marcic bezog sich dabei auf so unterschiedliche Positionen wie Aristoteles, Thomas von Aquin, Martin Heidegger, Ernst Jünger, Hegel und Julius Stone. Er kannte die Texte der griechischen und römischen Philosophie der Antike in der Originalsprache und zitierte diese nicht nur in seinen Beiträgen, sondern in den Vorlesungen auch aus dem Gedächtnis. Mit Hans Kelsen, dem die Universität Salzburg auf seine Initiative hin das Ehrendoktorat verlieh und mit dem ihn eine Freundschaft verband, veranstaltete er eine Reihe von Diskussionen. Es ging vor allem um die Frage des Naturrechts und die Suche nach präpositiven Normen des Rechts. Marcic wollte damit eine philosophische Grundlage zu einer kritisch-verantwortlichen Kultur des Rechts, aber auch der Medien, der Politik und der Wissenschaften schaffen, um Demokratie und Rechtsstaat von unten her („genossenschaftlich“) weiterentwickeln zu lassen.

### Wirken als Publizist
Unter „Publizist“ verstand Marcic – zum Unterschied vom Begriff „Journalist“ – jenen Mitwirkenden an Qualitätszeitschriften, welcher nicht nur Tagesereignisse wiedergibt, sondern auf wissenschaftlicher Grundlage die gesellschaftliche Gesamtlage beurteilt und kommentiert, wobei der Querschnitt der veröffentlichten Beiträge die öffentliche Meinung bzw. das geistige Leben und die Debatten der Öffentlichkeit einer Gesellschaft repräsentieren. Während der Zeit seiner Leitung der Salzburger Nachrichten, aber auch in den späteren Jahren, war Marcic im ganzen deutschen Sprachraum als Kommentator des Zeitgeschehens anerkannt. Er führte den Begriff der Medien als „Vierter Gewalt“ im Staate ein – unter Anspielung an die Drei-Gewaltenlehre nach Montesquieu. Er setzte sich auch für die Verleihung eines hohen österreichischen Literaturpreises des Jahres 1967 an den damals erst wenig bekannten und dennoch umstrittenen Thomas Bernhard ein.

### Haltung zu Demokratie und Diktatur
Mahnend zitierte Marcic den Spruch der Antike: „Oboedientia facit tyrannum.“ (Es ist der Gehorsam, der den Tyrannen macht.).
Daher trat er für das autonome Eintreten der Bürger für die von unten her definierten Interessen der Allgemeinheit ein, weil nur eine genossenschaftlich zustande gekommene Rechtsordnung der Demokratie wirklich gerecht werden könne, diese aber freie und selbständig denkende Menschen voraussetzt. Marcic lehnte jede Gewalt ab, es sei denn als Ausnahme der Widerstand gegen Tyrannen wie Adolf Hitler. Dabei verwies er auf die Tradition des europäischen Denkens, die unbedingt beibehalten werden solle: „Wer zur Befreiung des Vaterlandes den Gewalt- und Willkürherrscher tötet, soll gepriesen werden, lehrt Cicero und der Aquinate!“ Da in der NS-Zeit zur Begründung des blinden Gehorsams gerne der Römerbrief, Kap. 13, strapaziert wurde, betonte er, dass Paulus nur dann richtig verstanden werde, wenn man weiß, dass er an anderer Stelle implizit mahnte: „Nehmt nicht alles als Gottes Wille hin, was euch als Gottes Wille hingestellt wird!“ Jede Verherrlichung von Staat und Gemeinschaft auf Kosten der individuellen Freiheit lehnte er grundlegend ab und untermauerte dies mit der Philosophie des Thomas von Aquin, der dem Staat und der Gemeinschaft eine relationale, aber nur dem konkreten Menschen eine substantielle Realität zugemessen habe. Es sei deshalb immer falsch, zu behaupten, der Mensch müsse sich einer Obrigkeit einfach ohne Kritik unterordnen. „Wo das Wort ‚herrschen‘ fällt, da hört man den Herrn die Peitsche schwingen und den Knall, der vom Fall des Sklaven kündet.“ So spricht er, um speziell die Position der Linken verständlich zu machen: „Das ist es, was die Neue Linke irritiert!“ Aber dem zum Teil verständlich gehaltenen linken Protest gegen die Autorität musste er in fundamentalen Punkten widersprechen, wenn er etwa kritisch an den gefährlichen Satz von Leo Trotzki erinnert: „Hält man das Leben für heilig, muss man auf die Revolution verzichten“.

### Marcic und die „de-Mendelssohn-Affäre“
Im Jahre 1949 kritisierte Marcic als Gerichtsreporter in der Weihnachtsausgabe der Salzburger Nachrichten den deutschen Journalisten Peter de Mendelssohn wegen einer Rezension von Ernst Jüngers Strahlungen in scharfer Weise. Darin schrieb Marcic unter dem Titel Strahlungen und Gegenstrahlungen:

„Der Wert des Menschen steigt oder sinkt, je nachdem man das Wesen des Menschen höher oder niederer ansetzt. Wer über Gott und das Gebet Spott treibt, oder wer in Gott höchstens ein Es, jedoch keine Person, kein Du erfährt, der darf sich nicht wundern, wenn er die Abwertung seines Wesens am eigenen Leibe zu spüren bekommt und eines Tages in die Gaskammer gesteckt wird. Mendelssohn und seinesgleichen haben selber die Welt heraufbeschworen, von der sie dann verfolgt wurden.“

Für diese Aussage habe sich Marcic in seinen Karwochenbetrachtungen im Jahr 1967 bei Mendelssohn und bei allen Opfern des Nationalsozialismus öffentlich entschuldigt.
Da der Kommunikationswissenschaftler Fritz Hausjell 2007 wegen dieses Satzes sowie wegen der Tatsache seines früheren Dienstes für das faschistische Ustascha-Regime die Umbenennung des nach Marcic benannten René-Marcic-Preises gefordert hatte, ließ Salzburgs Landeshauptfrau Gabi Burgstaller (SPÖ) von einer wissenschaftlichen Kommission die von ihm erhobenen Vorwürfe über die Einstellung des Wissenschaftlers und Journalisten René Marcic zum Nationalsozialismus und zum Antisemitismus prüfen. Das Ergebnis erbrachte eine eindeutige Entlastung von René Marcic: „Es wurden keine expliziten Aussagen gefunden, die in irgendeiner Form Sympathie mit dem nationalsozialistischen Regime, mit Adolf Hitler und mit dessen Krieg bzw. Kriegsverbrechen ausdrücken.“ Dieser Bericht enthält u. a. eine Würdigung der hinsichtlich der Aufklärung über den österreichischen Antisemitismus führenden Zeithistorikerin Erika Weinzierl, die im Jahr 1974 in der Gedächtnisschrift für René Marcic Dimensionen des Rechts lobend jene selbstkritischen Karfreitagsbetrachtungen hervorgehoben hat. Weinzierl bescheinigte René Marcic, dass er ein „unermüdliche[r] Vorkämpfer für die Grund- und Freiheitsrechte“ gewesen sei, „der seit 1946 ohne Abstrich für die Unverjährbarkeit der Verbrechen wider die Menschheit und die lebenslängliche Sühnepflicht der Verbrecher eingetreten ist.“

## Auszeichnungen und Ehrungen
- 1963/1964: Dr.-Karl-Renner-Publizistikpreis[4][20]
- 1967/1968: Österreichisches Ehrenkreuz für Wissenschaft und Kunst I. Klasse[20][21]
- Komturkreuz des Silvesterordens mit Stern[4]
- Großes Verdienstkreuz des Verdienstordens der Bundesrepublik Deutschland.[4]

Posthum:
- 1979: Stiftung des René-Marcic-Preises für überragende publizistische Leistungen, die im Land Salzburg oder von Salzburgerinnen und Salzburgern erbracht werden.[22]
- 2020: Erweiterung um den René-Marcic-Nachwuchs-Preis.[23][24]

## Mitgliedschaften
- Ehrenmitglied der KÖHV Rheno-Juvavia Salzburg im Österreichischen Cartellverband[25][26]
- Ehrenmitglied der Katholisch Österreichischen Landsmannschaft Austria zu Salzburg.[26]

Gemäß Jahrbuch der Universität Salzburg 1969.
- Internationale Vereinigung für Rechts- und Sozialphilosophie
- Internationale Vereinigung der Verwaltungswissenschaften (Brüssel)
- Internationale Vereinigung der Politischen Wissenschaften
- Internationales Forschungszentrum für Grundlagenforschung (Salzburg)
- Internationales Presseinstitut (IPI)
- Internationale Juristenkommission
- Österreichische Juristenkommission (ÖJK)
- Österreichischer Juristentag
- Görres-Gesellschaft
- Deutsche Vereinigung für Politische Wissenschaften
- Vereinigung der Deutschen Staatsrechtslehrer

## Werke von Marcic
- Martin Heidegger und die Existenzialphilosophie. Selbstverlag der Philosophen-Gesellschaft. Bad Ischl 1949.
- Vom Gesetzesstaat zum Richterstaat. Recht als Maß der Macht. Gedanken über den demokratischen Rechts- und Sozialstaat. Springer, Wien 1957.
- Verfassung und Verfassungsgericht. Springer, Wien 1963 (Online-Ausgabe: ISBN 978-3-7091-7917-8).
- Mensch, Recht, Kosmos. 3 Gedankenwege ins Dasein. Europa Verlag, Wien/Köln/Stuttgart/Zürich, 1965.
- Die Stellung der politischen Parteien in der Verfassung. Schriftenreihe der Arbeitsgemeinschaft Katholischer Verbände, 1/1965. Goldmann Druck, Tulln 1965.
- Verfassungsgerichtsbarkeit und Reine Rechtslehre. Deuticke, Wien 1966.
- Ernst Jüngers Rechtsentwurf zum Weltstaat. Antrittsvorlesung. (= Salzburger Universitätsreden, Heft 4.) Pustet, Salzburg/München 1966.
- Die Zukunft der Koalition. Im Lichte der Wiener rechtstheoretischen Schule. (Mit Stellungnahmen von Christian Broda u. a.) Europa Verlag, Wien/Frankfurt/Zürich 1966.
- Die Koalitionsdemokratie. Das österreichische Modell im Lichte der Wiener rechtstheoretischen Schule. Vortrag. (= Juristische Studiengesellschaft Karlsruhe, Heft 71/72.) C. F. Müller, Karlsruhe 1966.
- Der Staatsmann in der Demokratie. Inaugurationsrede, gehalten am 29. Oktober 1966 an der Univ. Salzburg. (= Salzburger Universitätsreden, Heft 25.) Pustet, Salzburg/München 1966.
- Das Buch und sein Verwalter. Sentenzen und Fragmente über ein Baugesetz der menschlichen Gesellschaft. Vortrag. Hauptverband d. Österreichischen Buchhandels/Europa-Verlag/Wolfrum, Wien 1966.
- Zur Reform der österreichischen Innenpolitik 1955 – 1965. Dokumentation, hrsg. von René Marcic u. a., 2 Bände. Buch 1.: Verfassungsleben. Europa-Verlag, Wien/Frankfurt/Zürich 1966. Buch 2: Der demokratische Prozeß. Europa-Verlag, Wien/Frankfurt/Zürich 1968.
- Rechtsphilosophie. Eine Einführung (= Rombach-Hochschul-Paperback, Band 9). ISSN 0341-843X). Rombach, Freiburg im Breisgau 1969 (Inhaltsverzeichnis).
- Demokratie. Der Baustil des Wandels. Wien 1970.
- Recht, Staat, Verfassung. Band 1.: Recht und Staat. Österreichischer Bundesverlag für Unterricht, Wissenschaft und Kunst, Wien 1970
- Hegel und das Rechtsdenken im deutschen Sprachraum (= Salzburger Universitätsschriften, Dike, Band 9.) Pustet, Salzburg/München 1970.
- Menschenpflichten — eine Gedanken- und Systemskizze. In: René Marcic u. a.: Internationale Festschrift für Alfred Verdross. Zum 80. Geburtstag. W. Fink, München/Salzburg 1971, S. 197–220.
- Geschichte der Rechtsphilosophie. Schwerpunkte, Kontrapunkte (= Rombach-Hochschul-Paperback, Band 22.) Rombach, Freiburg im Breisgau 1969.
- mit Ilmar Tammelo Naturrecht und Gerechtigkeit. Eine Einführung in die Grundprobleme (= Salzburger Schriften zur Rechts-, Staats- und Sozialphilosophie, Band 9). Lang, Frankfurt am Main/Bern/New York/Paris 1989.